# De tekenles
De tekenles of De tekenacademie is een schilderij gemaakt door Michiel Sweerts rond 1655. Het bevindt zich sinds 1876 in het Frans Hals Museum van Haarlem.

## Totstandkoming
Na een succesvol verblijf in Italië keerde Sweerts omstreeks 1654 om onbekende redenen terug naar zijn geboortestad Brussel. Hij was vertrouwd met de academische kunst in Rome en had er zelfs onderricht in verstrekt in het Palazzo Pamphili van kardinaal Camillo Pamphili. Deze principes zal hij hebben toegepast in de tekenacademie die hij te Brussel oprichtte en waarvoor hij in 1656 "vrijdommen" bekwam van de stadsmagistraat (doorgaans een vrijstelling van de bier- en wijntaks en van wachtdiensten). In zijn verzoekschrift legde hij er de nadruk op dat zijn school het niveau van de kartonschilders zou verhogen, wat de "ouwden luijster en eere" van de Brusselse wandtapijten ten goede zou komen. Zijn "accademie van die teeckeninge naer het leven" liet leerlingen toe als laatste stap in hun opleiding te werken met mannelijke naaktmodellen, om de verhoudingen en de anatomie onder de knie te krijgen. De tekenles is tot stand gekomen in Sweerts' Brusselse jaren en zal ongetwijfeld geput hebben uit zijn academische praktijk, zonder daarom een fotografische reproductie te zijn. Ook in zijn Italiaanse periode waren educatieve activiteiten trouwens een prominent thema in zijn werk. 

## Voorstelling
Het schilderij toont een vrij donker interieur waarin het licht van opzij binnenvalt. De leerlingen zitten in een kring rond een vierkante tafel waarop een model poseert. Hij is alleen gekleed in een kleine slip. Terwijl de leerlingen hem bestuderen en tekenen, is de meester-schilder in gesprek met een rijk geklede bezoeker. De blikken van het model, de meester en de bezoeker vormen een driehoek. De schilder, die we op de rug zien, draagt een mantel van donkerrood fluweel en een witte "mansmuts", typisch voor zijn beroep. Het licht valt niet op het model, maar op de jongens in de voorgrond – één van hen neemt het werk van een klasgenoot aan. Hun kleren zijn te fraai om gedragen te worden door een gewone schildersleerling. Allicht kwamen ze uit gegoede gezinnen die kozen voor kunstonderricht als deel van hun vorming. Naast hen liggen een hoed en wat tekengerief op de grond. In de achtergrond krijgt een leerling aanwijzingen van een jongeman.

## Interpretatie
Simon Schama merkte op dat de meest uitgelichte jongen de enige is die niet naar het model of naar het schetsbord kijkt, maar naar iets of iemand buiten het kader. Hij suggereert dat Sweerts hiermee reserves tot uiting zou hebben gebracht tegenover de academische praktijken waaraan hij zelf deelnam.

## Provenance en auteurschap
Het schilderij was eigendom van Maria Hoofman (1776-1845) en kwam door erfenis toe aan jonkheer Louis Jacques Quarles van Ufford. Het werd in 1874 geveild als een werk van Job Berckheyde en kwam in handen van baron Heintze. Door toedoen van de Vereeniging tot uitbreiding van de kunstverzameling in het Stedelijk Museum werd de "Berckheyde" in 1876 geschonken aan het museum van Haarlem, in de veronderstelling dat het doek de lokale academie van Frans Hals weergaf en dat het de meester in gesprek toonde met Philips Wouwerman. Het was Cornelis Hofstede de Groot die dit doorprikte en de correcte toeschrijving aan Sweerts maakte.

## Voetnoten
1. ↑  De aanvraag werd op 26 februari 1656 ingediend namens Sweerts door Willem van der Borcht.
2. ↑  Rudy Jos Beerens, Painters and Communities in Seventeenth-Century Brussels. A Social History of Art, 2024, p. 143. DOI:10.11116/9789461665980
3. ↑  Rudy Jos Beerens, Painters and Communities in Seventeenth-Century Brussels. A Social History of Art, 2024, p. 151. DOI:10.11116/9789461665980
4. ↑  Ernst van de Wetering, "Rembrandt's Self-Portraits: Problems of Authenticity and Function" in: A Corpus of Rembrandt Paintings, vol. IV, Self-Portraits, 2005, 
p. 151
5. ↑  Kirsten Derks, Geert Van der Snickt, Katlijne Van der Stighelen en Koen Janssens, Scanning Michael Sweerts in: Going South. Artistic Exchange between the Netherlands and Italy in the 17th century, eds. Rieke van Leeuwen en Gert Jan van der Sman, 2023
6. ↑  Simon Schama, "Another Dimension", The New Yorker, 28 oktober 2002
7. ↑  "De verzameling Hoogendijk in Pulchri" in: De Nederlandsche spectator, 1899, p. 57-58